# ユリア・ドルシッラ (カリグラの娘)
ユリア・ドルシッラ（ラテン語: Julia Drusilla、39年 - 41年1月24日）は、第3代ローマ皇帝カリグラと妻ミロニア・カエソニアの唯一の娘。
父カリグラが暗殺された際に母カエソニアと共に殺された。
| スタブアイコン | サブスタブ | この項目は、まだ閲覧者の調べものの参照としては役立たない、人物に関連した書きかけの項目です。この項目を加筆・訂正などしてくださる協力者を求めています（P:人物伝/PJ:人物伝）。 |